# ГЕС Ябланиця
ГЕС Ябланиця — гідроелектростанція у Герцеговині (південний схід Боснії і Герцеговини), споруджена на річці Неретва. Становить верхній ступінь каскаду (якщо не враховувати ГЕС Рама на однойменній притоці Неретви), знаходячись вище від станції Грабовиця.
Для спорудження станції річку перекрили бетонною арковою греблею висотою 85 метрів. Це утворило найбільше на Неретві водосховище корисним об'ємом 288 млн м3, яке розходиться від місця греблі на схід (по долині самої Неретви) та захід (по долині її правої притоки Рами), маючи довжину в 30 км.
Машинний зал розташований за 2 км від греблі й був обладнаний шістьма турбінами типу Френсіс одиничною потужністю 25 МВт (дві введено в експлуатацію у 1954-му, а ще чотири у 1958 роках). При максимальному напорі у 111 метрів це забезпечувало виробництво 0,6 млрд кВт·год на рік. У 2010-х роках усі гідроагрегати ГЕС модернізували, збільшивши її сукупну потужність до 180 МВт та проєктне річне виробництво до 0,77 млрд кВт·год.